# 生井澤美海華
生井澤 美海華（なまいざわ みみか、2005年2月18日 - ）は、日本の女子バレーボール選手である。

## 来歴
茨城県鹿嶋市出身。知り合いに誘われて小学4年生からバレーボールを始めた。
水戸女子高等学校に入学し、全国大会の出場歴もあるが、監督の戸澤勉が新設校の日本ウェルネス高等学校茨城へ転任するのに伴い転校。規定による6か月の出場停止明けからは主将とエースを務め、チームの創部1年目での春高バレー出場に貢献した。
2022-23シーズン、V.LEAGUE DIVISION1 WOMEN（V1女子）に所属する日立Astemoリヴァーレの内定選手となった。
2023年、高校卒業後に、日立Astemoリヴァーレに入団した。入団1シーズン目となる2023-24シーズンにV1女子の試合に出場し、Vリーグデビューを果たした。

## 所属チーム
- 鹿嶋市立大野中学校（2017-2020年）
- 水戸女子高等学校（2020-2022年）
- 日本ウェルネス高等学校茨城（2022-2023年）
- 日立Astemoリヴァーレ/Astemoリヴァーレ茨城（2023年-）